# Bahnstrecke Odense–Nørre Broby–Faaborg
| Fruens Bøge |                             |                                                     |                                                     |
| |                             |                                                     |                                                     |
| Streckenlänge: | Fruens Bøge–Faaborg 47,3 km |                                                     |                                                     |
| Spurweite: | 1435 mm (Normalspur)        |                                                     |                                                     |
| Streckengeschwindigkeit: | 45 km/h                     |                                                     |                                                     |
| |                             |                                                     |                                                     |
| \| \| \| Bahnstrecke Nyborg–Fredericia von Nyborg \| \| \| \| \| Bahnstrecke Odense–Kerteminde–Martofte von Martofte \| \| \| \| \| Hafenanschluss \| \| \| \| \| \| \| \| \| \| Dänisches Eisenbahnmuseum \| \| \| \| 0,0 \| Odense ab 1914 \| Odense ab 1914 \| \| \| \| \| \| \| \| \| \| \| \| \| \| \| \| \| \| \| Odense bis 1914 \| \| \| \| \| Odense Syd (1876–1954) \| \| \| \| \| Bahnstrecke Odense–Middelfart nach Middelfart \| \| \| \| \| \| \| \| \| \| Bahnstrecke Odense–Bogense nach Bogense \| \| \| \| \| Bahnstrecke Nyborg–Fredericia nach Fredericia \| \| \| \| \| \| \| \| \| \| \| \| \| \| 3,8 \| Odense Sygehus \| Odense Sygehus \| \| \| 0,0 5,3 \| Fruens Bøge \| Fruens Bøge \| \| \| \| Odense Å \| \| \| \| \| Anschluss Papierfabrik \| \| \| \| \| Anschluss Papierfabrik \| \| \| \| \| Bahnstrecke Odense–Svendborg nach Svendborg \| \| \| \| 1,6 \| Dalum \| Dalum \| \| \| 4,2 \| Sankt Klemens \| Sankt Klemens \| \| \| 6,1 \| Bellinge \| Bellinge \| \| \| 8,2 \| Fangel \| Fangel \| \| \| 9,8 \| Tuemose \| Tuemose \| \| \| 11,9 \| Nørre Søby \| Nørre Søby \| \| \| 14,9 \| Allested \| Allested \| \| \| 18,4 \| Ståby \| Ståby \| \| \| 20,8 \| Brobyværk \| Brobyværk \| \| \| 23,4 \| Nørre Broby \| Nørre Broby \| \| \| 26,3 \| Ernebjerg \| Ernebjerg \| \| \| 29,1 \| Trunderup \| Trunderup \| \| \| 31,8 \| Jordløse \| Jordløse \| \| \| 35,5 \| Håstrup \| Håstrup \| \| \| 40,0 \| Stensgård \| Stensgård \| \| \| 42,5 \| Millinge \| Millinge \| \| \| 47,3 \| Faaborg \| Faaborg \| \| \| \| Werkstatt / Bahnhof der Syd Fyenske Veteranjernbane \| \| \| \| \| Bahnstrecke Svendborg–Faaborg nach Svendborg \| \| |                             |                                                     |                                                     |
| Strecke |                             | Bahnstrecke Nyborg–Fredericia von Nyborg            | Bahnstrecke Nyborg–Fredericia von Nyborg            |
| Abzweig geradeaus und ehemals von rechts |                             | Bahnstrecke Odense–Kerteminde–Martofte von Martofte | Bahnstrecke Odense–Kerteminde–Martofte von Martofte |
| Betriebsstelle Streckenanfang (Strecke außer Betrieb) · Strecke |                             | Hafenanschluss                                      | Hafenanschluss                                      |
| Strecke (außer Betrieb) · Strecke |                             |                                                     |                                                     |
| Betriebsstelle Strecke bis hier außer Betrieb · Abzweig geradeaus und nach links · Strecke von rechts |                             | Dänisches Eisenbahnmuseum                           | Dänisches Eisenbahnmuseum                           |
| Strecke · Bahnhof · Dienststation / Betriebs- oder Güterbahnhof | 0,0                         | Odense ab 1914                                      | Odense ab 1914                                      |
| Strecke · Abzweig geradeaus und von links · Abzweig ehemals geradeaus und nach rechts |                             |                                                     |                                                     |
| Strecke nach links · Abzweig geradeaus und von rechts · Strecke (außer Betrieb) |                             |                                                     |                                                     |
| Abzweig geradeaus und ehemals nach links · Abzweig geradeaus und von rechts (Strecke außer Betrieb) |                             |                                                     |                                                     |
| Strecke · Bahnhof (Strecke außer Betrieb) |                             | Odense bis 1914                                     | Odense bis 1914                                     |
| Strecke von links (außer Betrieb) · Abzweig geradeaus und ehemals nach rechts · Bahnhof (Strecke außer Betrieb) |                             | Odense Syd (1876–1954)                              | Odense Syd (1876–1954)                              |
| Abzweig quer und nach rechts (Strecke außer Betrieb) · Kreuzung (Querstrecke außer Betrieb) · Abzweig geradeaus und nach rechts (Strecke außer Betrieb) |                             | Bahnstrecke Odense–Middelfart nach Middelfart       | Bahnstrecke Odense–Middelfart nach Middelfart       |
| Strecke von links (außer Betrieb) · Abzweig geradeaus und ehemals nach rechts · Strecke (außer Betrieb) |                             |                                                     |                                                     |
| Abzweig quer und nach rechts (Strecke außer Betrieb) · Kreuzung (Querstrecke außer Betrieb) · Abzweig geradeaus und nach rechts (Strecke außer Betrieb) |                             | Bahnstrecke Odense–Bogense nach Bogense             | Bahnstrecke Odense–Bogense nach Bogense             |
| Abzweig quer und ehemals von rechts · Abzweig geradeaus und nach rechts · Strecke (außer Betrieb) |                             | Bahnstrecke Nyborg–Fredericia nach Fredericia       | Bahnstrecke Nyborg–Fredericia nach Fredericia       |
| Strecke nach links (außer Betrieb) · Kreuzung (Querstrecke außer Betrieb) · Abzweig geradeaus und nach rechts (Strecke außer Betrieb) |                             |                                                     |                                                     |
| Abzweig geradeaus und ehemals von links · Strecke nach rechts (außer Betrieb) |                             |                                                     |                                                     |
| Haltepunkt / Haltestelle | 3,8                         | Odense Sygehus                                      | Odense Sygehus                                      |
| Bahnhof | 0,0 5,3                     | Fruens Bøge                                         | Fruens Bøge                                         |
| Brücke über Wasserlauf |                             | Odense Å                                            | Odense Å                                            |
| Abzweig geradeaus und ehemals nach rechts |                             | Anschluss Papierfabrik                              | Anschluss Papierfabrik                              |
| Abzweig geradeaus und ehemals nach rechts |                             | Anschluss Papierfabrik                              | Anschluss Papierfabrik                              |
| Abzweig ehemals geradeaus und nach links |                             | Bahnstrecke Odense–Svendborg nach Svendborg         | Bahnstrecke Odense–Svendborg nach Svendborg         |
| Haltepunkt / Haltestelle (Strecke außer Betrieb) | 1,6                         | Dalum                                               | Dalum                                               |
| Bahnhof (Strecke außer Betrieb) | 4,2                         | Sankt Klemens                                       | Sankt Klemens                                       |
| Bahnhof (Strecke außer Betrieb) | 6,1                         | Bellinge                                            | Bellinge                                            |
| Bahnhof (Strecke außer Betrieb) | 8,2                         | Fangel                                              | Fangel                                              |
| Haltepunkt / Haltestelle (Strecke außer Betrieb) | 9,8                         | Tuemose                                             | Tuemose                                             |
| Bahnhof (Strecke außer Betrieb) | 11,9                        | Nørre Søby                                          | Nørre Søby                                          |
| Bahnhof (Strecke außer Betrieb) | 14,9                        | Allested                                            | Allested                                            |
| Bahnhof (Strecke außer Betrieb) | 18,4                        | Ståby                                               | Ståby                                               |
| Bahnhof (Strecke außer Betrieb) | 20,8                        | Brobyværk                                           | Brobyværk                                           |
| Bahnhof (Strecke außer Betrieb) | 23,4                        | Nørre Broby                                         | Nørre Broby                                         |
| Haltepunkt / Haltestelle (Strecke außer Betrieb) | 26,3                        | Ernebjerg                                           | Ernebjerg                                           |
| Bahnhof (Strecke außer Betrieb) | 29,1                        | Trunderup                                           | Trunderup                                           |
| Bahnhof (Strecke außer Betrieb) | 31,8                        | Jordløse                                            | Jordløse                                            |
| Bahnhof (Strecke außer Betrieb) | 35,5                        | Håstrup                                             | Håstrup                                             |
| Bahnhof (Strecke außer Betrieb) | 40,0                        | Stensgård                                           | Stensgård                                           |
| Bahnhof (Strecke außer Betrieb) | 42,5                        | Millinge                                            | Millinge                                            |
| Bahnhof (Strecke außer Betrieb) | 47,3                        | Faaborg                                             | Faaborg                                             |
| Kopfbahnhof Strecke bis hier außer Betrieb |                             | Werkstatt / Bahnhof der Syd Fyenske Veteranjernbane | Werkstatt / Bahnhof der Syd Fyenske Veteranjernbane |
| Strecke |                             | Bahnstrecke Svendborg–Faaborg nach Svendborg        | Bahnstrecke Svendborg–Faaborg nach Svendborg        |

Die Bahnstrecke Odense–Nørre Broby–Faaborg war eine Eisenbahnstrecke auf der dänischen Insel Fünen. Sie führt von Odense über Nørre Broby nach Faaborg und wurde als Privatbahn erbaut. Zwischen Odense und Fruens Bøge wurde das Gleis der Svendborgbane mit benutzt.

## Odense–Nørre Broby–Faaborg Jernbane
Die „Brobybane“ genannte Strecke wurde von der Odense–Nørre Broby–Faaborg Jernbane (ONFJ) erbaut. Die Eröffnung erfolgte am 3. Oktober 1906. Es wurden Schienen mit einem Metergewicht von 22,37 kg verwendet, die eine Achslast von elf Tonnen zuließen.
Der Bau der Strecke erfolgte auf der Grundlage des Eisenbahngesetzes vom 24. April 1903. Die Konzession wurde am 14. November 1903 erteilt. Für den Bau war die Det Sydfyenske Jernbaneselskab (SFJ) verantwortlich, die sie anschließend pachtete und betrieb.
Am Dienstag, 2. Oktober 1906 fuhr von Kopenhagen ein Sonderzug zur Eröffnung der ONFJ. Unter den Fahrgästen waren neben dem Königspaar Frederik VIII. und seiner Frau Louise Ministerpräsident Jens Christian Christensen und Verkehrsminister Svend Høgsbro. Nachdem der Zug mit einer Sonderfähre nach Nyborg übergesetzt wurde, brachten die beiden SFJ-Lokomotiven 14 und 15 (später DSB IF) den Sonderzug von Nyborg über Ringe nach Fruens Bøge.
Der Zug bestand aus SFJ 14 + 15 + E-Wagen (Gepäckwagen) + SFJ A 9 sowie den königlichen Wagen, die aus dem Wagen des Königs, einem Wagen für die Begleiter und einem Gepäckwagen bestanden. In Fruens Bøge übernahmen die beiden Lokomotiven ONFJ Nr. 25 und 26 den offiziellen Eröffnungszug.
Ab 1927 hatten die SFJ wiederholt finanzielle Probleme. Wurden zu Beginn Gewinne erwirtschaftet, so verschlechterte sich die wirtschaftliche Lage der Gesellschaft in den 1930er Jahren dramatisch.
Die Strecke brachte schnell Verluste ein und SFJ versuchte bereits 1933 erfolglos, die Strecke sofort einzustellen. Das Verkehrsministerium empfahl die Einstellung erst für die nächsten Jahre. Die intensive Nutzung im Zweiten Weltkrieg verlängerte das Überleben.
Als Folge der Probleme beschloss das Ministeriet for offentlige Arbejder ab dem 1. Dezember 1939 einen Ausschuss einzusetzen, der die Zukunft der SFJ erörtern sollte. Anfang Januar 1940 traf sich dieses Komitee mit den Kommunalpolitikern Fünens eingerichtet, wobei festgestellt wurde, dass diese eine staatliche Übernahme des Bahnbetriebes wollten.
Im gleichen Jahr wurde Dänemark von deutschen Truppen besetzt. Dies bedeutete eine wirtschaftliche Erholung für die Strecke als Folge der sehr begrenzten Konkurrenz von Bussen, Autos und Lastwagen. Unabhängig davon legte der Ausschuss im Herbst 1941 zwei Abkommen vor. Diese Vereinbarungen führten dazu, dass der Staat den Verkehr auf der Strecke Odense–Svendborg und auf der bereits staatliche Nyborg–Ringe–Faaborg Banen zwischen dem 1. April 1946 und dem 1. April 1949 übernehmen solle.
Zusätzlich sollten die Beziehungen zwischen SFJ und den gemieteten privaten Strecken der ONFJ, der Bahnstrecke Svendborg–Nyborg (SNB) sowie der Bahnstrecke Svendborg–Faaborg SFB geklärt werden. DSB übernahmen die Pachtverträge der drei Bahnen nach mehrmaliger Verschiebung zum 1. April 1949.
Während dieser Gespräche wurde der Betrieb unter den Beschränkungen der fehlenden Kohle- und Gasversorgung während der Besatzung fortgeführt.
Eine Wirtschaftlichkeitsprüfung 1947/48 vor der Übernahme der Strecke in staatlicher Regie wies für die ONFJ ein Defizit von etwas über 157.000 Kronen auf.

## Übernahme durch Danske Statsbaner und Stilllegung
Am 1. April 1949 wurde der Betrieb der Strecke von Danske Statsbaner (DSB) übernommen.
Im Gegensatz zu den eigenen Strecken der SFJ, die von DSB übernommen wurden und die damit Staatsbahnstrecken wurden, blieb die Strecke im Besitz der privaten Odense–Nørre Broby–Faaborg Jernbane, an der die lokalen Kommunen beteiligt waren. DSB schloss mit OFNJ einen Pachtvertrag über fünf Jahre. In der Zeit sollten die Anteilseigner für die Wartung aufkommen. Da die Gemeinden jedoch nicht bezahlten, wurde die Strecke am 22. Mai 1954 stillgelegt.

## Bahnhöfe
Der Haltepunkt Dalum wurde als Fahrkartenverkaufsstelle (dänisch billetsalgssted) geführt. Skt. Klemens lag ½ km westlich der Ortschaft Stenløse. Da es bereits einen Bahnhof Stenløse an der Frederikssundbane gab, wurde der Bahnhof nach der Kirche in Stenløse benannt, die St. Clemens geweiht war. Der Haltepunkt Tuemose erhielt 1934 einen Bahnsteig aus gestampfter Erde. Von 1941 wurde ein alter Wagenkasten als Wartehäuschen verwendet. Der Bahnhof Nørre Broby besaß einen Wasserturm. Der Bahnhof Ernebjerg wurde in späteren Jahren zum Halteplatz herabgestuft.
Die Bahnhofsgebäude wurden von dem Architekten Emanuel Monberg entworfen. Das Gebäude in Fangel wurde für den Wiederaufbau im Museumsdorf Den Fynske Landsby in Odense abgebaut. Das Gebäude in Nørre Broby wurde um 1983 abgerissen.

## Fahrzeuge
Für den Betrieb der Strecke beschafften die ONFJ 1906 in Deutschland vier Schlepptender-Dampflokomotiven, die ONFJ 23–26. Obwohl es die einzigen Lokomotiven der Gesellschaft waren, erhielten sie laufende Nummern des Systems der betriebsführenden SFJ, in dem jede Nummer nur einmal vergeben wurde.
Zur Verbesserung des schlechten Betriebsergebnisses wurden für den Personenverkehr auf der Strecke zwei Triebwagen beschafft: 1927 der benzinmechanisch angetriebene ONFJ MB 3 von Scandia A/S in Randers sowie 1932 der dieselelektrische ONFJ M von Triangel in Odense.